# Eremanthus crotonoides
Eremanthus crotonoides é uma espécie de planta do gênero Eremanthus e da família Asteraceae. 
A planta é estudada por sua capacidade de fitorremediação e por ter compostos possivelmente úteis contra diabetes. 

## Taxonomia
A espécie foi descrita em 1863 por Carl Heinrich 'Bipontinus' Schultz. 
Os seguintes sinônimos já foram catalogados:  
- Albertinia verbascifolia  Mart. ex DC.
- Albertinia crotonoides  DC.
- Eremanthus verbascifolius  (Mart. ex DC.) Sch. Bip.
- Vernonia crotonoides  (DC.) Sch. Bip.

## Forma de vida
É uma espécie terrícola e arbórea. 

## Descrição
| Caule                          | Caule                                              |
| ------------------------------ | -------------------------------------------------- |
| indumento tipo                 | tomentosa                                          |
| indumento cor                  | cinza                                              |
| Folha                          |                                                    |
| pecíolo                        | peciolada                                          |
| formato                        | ovada/oblonga                                      |
| cor                            | verde ou escuro verde                              |
| textura                        | membranáceo ou subcoriácea                         |
| Inflorescência                 |                                                    |
| entrenó reduzido               | ausente solitária ou glomérulo ou pseudo glomérulo |
| graus da sincefalia            | ausente                                            |
| sincéfalio forma               | ausente                                            |
| número de cabeça por glomérulo | 6 a 10/mais de 10                                  |
| invólucro - formato            | cilíndrica                                         |
| filária ápice cor              | castanha                                           |
| Flor                           |                                                    |
| número florete                 | 3/4                                                |
| corola indumento ápice         | pubescente                                         |
| Fruto                          |                                                    |
| cipsela - indumento            | pubescente                                         |
| pápus série número             | 2                                                  |
| coma - tipo                    | setosa/paleáceo                                    |
| pápus persistente              | decídua                                            |

## Conservação
A espécie faz parte da Lista Vermelha das espécies ameaçadas do estado do Espírito Santo, no sudeste do Brasil. A lista foi publicada em 13 de junho de 2005 por intermédio do decreto estadual nº 1.499-R. 

## Distribuição
A espécie é encontrada nos estados brasileiros de Bahia, Espírito Santo, Minas Gerais e Rio de Janeiro. 
A espécie é encontrada nos  domínios fitogeográficos de Cerrado e Mata Atlântica, em regiões com vegetação de campos rupestres, cerrado, mata ciliar, floresta estacional semidecidual e vegetação sobre afloramentos rochosos.